# Valiato de Estambul
El valiato de Estambul o de Constantinopla (en turco: Vilâyet-i İstanbul, en francés: Vilayet de Constantinople) era una división administrativa de primer nivel (valiato) del Imperio otomano, que abarcaba la capital imperial, Estambul. 
Tenía una organización especial, ya que estaba bajo la autoridad inmediata del Ministro de Policía (Zabtiye Naziri), quien desempeñaba un papel equivalente al de gobernador (valí) en otros valiatos.
Incluía Estambul (el centro de la ciudad) y los barrios de Eyüp, Kassim Pacha, Pera y Gálata, y todos los suburbios desde Silivri en el mar de Mármara hasta el mar Negro en el lado europeo, y desde Ghili en el mar Negro hasta el final del golfo de İzmit en el lado asiático.
En 1878, se estableció una estructura provincial, con un gobernador (valí) y oficiales provinciales, para realizar las mismas funciones dentro de Estambul que las autoridades provinciales realizaban en otras partes del Imperio.

## Divisiones administrativas
Sanjacados y kazas, alrededor de 1877:
- Sanjacado de Estambul: kazas de Fatih-Sultan-Mehmet, Eyüp, Kartal, Islas de los Príncipes
- Sanjacado de Beyoğlu: kazas de Gálata, Yeniköy.
- Sanjacado de Üsküdar: kaza de Beykoz.
- Sanjacado de Büyükçekmece, kaza de Çatalca.